# La Trinité-du-Mont
La Trinité-du-Mont és un municipi francès situat al departament del Sena Marítim i a la regió de Normandia. L'any 2007 tenia 743 habitants.

## Demografia

### Població
El 2007 la població de fet de La Trinité-du-Mont era de 743 persones. Hi havia 268 famílies de les quals 32 eren unipersonals (20 homes vivint sols i 12 dones vivint soles), 100 parelles sense fills, 116 parelles amb fills i 20 famílies monoparentals amb fills.
La població ha evolucionat segons el següent gràfic:
Habitants censats

### Habitatges
El 2007 hi havia 277 habitatges, 270 eren l'habitatge principal de la família, 4 eren segones residències i 3 estaven desocupats. Tots els 277 habitatges eren cases. Dels 270 habitatges principals, 248 estaven ocupats pels seus propietaris, 21 estaven llogats i ocupats pels llogaters i 1 estava cedit a títol gratuït; 4 tenien dues cambres, 30 en tenien tres, 72 en tenien quatre i 164 en tenien cinc o més. 224 habitatges disposaven pel capbaix d'una plaça de pàrquing. A 84 habitatges hi havia un automòbil i a 172 n'hi havia dos o més.

### Piràmide de població
La piràmide de població per edats i sexe el 2009 era:
| Homes | Edats   | Dones |
| ----- | ------- | ----- |
| 0     | 95 o +  | 0     |
| 0     | 90 a 94 | 0     |
| 0     | 85 a 89 | 0     |
| 0     | 80 a 84 | 0     |
| 8     | 75 a 79 | 4     |
| 12    | 70 a 74 | 8     |
| 8     | 65 a 69 | 28    |
| 28    | 60 a 64 | 16    |
| 12    | 55 a 59 | 16    |
| 32    | 50 a 54 | 20    |
| 24    | 45 a 49 | 32    |
| 32    | 40 a 44 | 16    |
| 28    | 35 a 39 | 16    |
| 20    | 30 a 34 | 24    |
| 20    | 25 a 29 | 20    |
| 16    | 20 a 24 | 4     |
| 32    | 15 a 19 | 24    |
| 24    | 10 a 14 | 12    |
| 12    | 5 a 9   | 24    |
| 16    | 0 a 4   | 16    |

## Economia
El 2007 la població en edat de treballar era de 492 persones, 354 eren actives i 138 eren inactives. De les 354 persones actives 334 estaven ocupades (182 homes i 152 dones) i 20 estaven aturades (3 homes i 17 dones). De les 138 persones inactives 54 estaven jubilades, 40 estaven estudiant i 44 estaven classificades com a «altres inactius».

### Ingressos
El 2009 a La Trinité-du-Mont hi havia 269 unitats fiscals que integraven 758,5 persones, la mediana anual d'ingressos fiscals per persona era de 20.900 €.

### Activitats econòmiques
Dels 4 establiments que hi havia el 2007, 1 era d'una empresa de fabricació d'altres productes industrials, 1 d'una empresa de transport i 2 d'empreses de serveis.
L'any 2000 a La Trinité-du-Mont hi havia 7 explotacions agrícoles que ocupaven un total de 237 hectàrees.

## Equipaments sanitaris i escolars
El 2009 hi havia una escola elemental.

## Poblacions més properes
El següent diagrama mostra les poblacions més properes.